# Analiza numeryczna
Analiza numeryczna to zbiorcza nazwa wszystkich działów matematyki, które zajmują się badaniem struktur ciągłych, to znaczy zawierających zbiory nieprzeliczalne, której głównym zadaniem jest badanie możliwości realizacji obliczeń przybliżonych, oraz analiza powstałych na skutek zaokrąglenia błędów.
Początek badań nad analizą numeryczną to niektóre badania prowadzone nad naturą całek, rozwiązywania równań różniczkowych, teorią obliczeń  czy metod numerycznych.
Prawdziwy rozwój analizy numerycznej jako osobnej dziedziny matematyki nastąpił z wynalezieniem komputerów, gdy ważne stały się odpowiedzi na pytania czym jest obliczanie, jak liczyć na komputerze bezpiecznie, czy jak tworzyć modele matematyczne, zbiory liczb i zależności tworzące np. program komputerowy przewidujący pogodę na podstawie danych pogodowych.
Analiza numeryczna jako gałąź matematyki zawiera w sobie następujące poddziały:
- Optymalizacja
- Teoria zagadnień własnych
- Numeryczna algebra liniowa
- Analiza błędów
- Metody numeryczne

Przy czym ostatnie metody numeryczne są poniekąd „zwieńczeniem” dzieła, zbiorem praktycznych algorytmów bazujących silnie na podstawach teoretycznych zawierających się w pozostałych działach analizy numerycznej. Bywają też synonimem analizy numerycznej.